# Clima Suediei
Suedia are o climă în mare parte temperată, în ciuda poziției sale nordice. În munții din nordul țării predomină clima sub-arctică.